# Declaració de San Mamés
La Declaració de San Mamés fou un acord de col·laboració en matèria esportiva entre els governs català, basc i gallec. Va ser signada el 29 de desembre de 2007 pel Conseller de la Vicepresidència de la Generalitat de Catalunya, Josep Lluís Carod-Rovira, la consellera de Cultura i Esport de Galícia, Ánxela Bugallo, i la consellera de Cultura i portaveu del Govern Basc, Miren Azcarate. A la declaració, signada a l'estadi San Mamés de Bilbao, abans del partit de futbol entre les seleccions basca i catalana, els tres governs es comprometen a treballar plegats pel reconeixement oficial de les seves seleccions esportives.